# Hooks
Hooks – miasto w Stanach Zjednoczonych, w stanie Teksas, w hrabstwie Bowie.